# Giorgi Vintilescu
Giorgi Vintilescu (der in Berlin als George Vintilescu auftrat) war ein rumänischer Kapellmeister, der im Berlin der Zeit vor dem Ersten Weltkrieg das Orchester des namhaften Nobeltanzlokals Palais de Danse in der Behrensstraße leitete. Er wurde für die Geschichte der Jazz-Rezeption in Deutschland bedeutsam, weil er bereits in den 1910er Jahren nordamerikanische Tänze wie Cakewalk, Two-Step und Ragtime interpretierte und bald auch auf Schallplatten aufnahm. Er galt damals in Deutschland als König des Ragtime. Lateinamerikanische Tänze wie den Tango argentino oder die Maxixe brésilienne nahm er ebenfalls in sein Repertoire auf. Auch nach 1918 spielte Vintilescu noch zeitgemäße Tanzmusik ein. Nachrichten aus späterer Zeit fehlen.